# 張志忠
張志忠（1910年—1954年），本名張梗，化名楊春霖、老吳、老鍾，嘉義新港人，中國共產黨黨員。其妻季澐，亦為中共黨員。1946年擔任中共台湾省委副书记兼武裝部長。二二八事件爆發後在嘉義參與組織台灣自治聯軍反抗國民政府，兵敗轉入地下，1950年與其妻一同被捕，中華民國國防部總政治作戰部主任蔣經國多次勸降無效，於1954年遭到槍決。

## 生平
本名張梗，出生在台灣嘉義廳打貓支廳新港區新港街（今嘉義縣新港鄉福德村）的貧農家。新巷公學校畢業後到合隆商號工作。

### 廈門求學時期
受新港仕紳林維朝資助，赴廈門就讀集美大學。當時中國大陸學運影響下，1924年以廈門大學李思禎（嘉義人）、集美中學翁澤生、洪朝宗（台北人）等人組成「閩南台灣學生聯合會」，創設「共鳴社」，發刊《共鳴》，以莊泗川（嘉義人）與張梗為負責人。該會後與上海台灣學生聯合會有所聯絡。

### 反抗日本统治
1923年廈門集美學校留學生翁澤生、洪朝宗等數十人，在接受文化協會幹部蔣渭水、王敏川指導籌組「台北青年會」、「台北青年讀書會」研究左翼思想與舉辦社會運動。
1926年無政府主義運動在台灣拓展，台灣黑色青年聯盟成立。1927年1月王萬得與蔡孝乾等人在彰化倡組「台灣無產青年會」，莊泗川與張梗被推舉為嘉義負責人(台灣總督府警察沿革誌誤記張棟)，2月日警全面檢舉台灣黑色青年聯盟，大舉逮捕有關人員。張梗等人判決「豫審免訴」後釋放。1929年去中國大陸參加閩南台灣學生聯合會的社會科學研究活動。

### 參加中国共产党
1929年張梗參加由留集台灣學生會、同文台灣學生會、留漳台灣學生會與上海林木順、翁澤生聯絡，以學生會幹部詹以昌（彰化人）、曹烔樸、王溪森（台中豐原人)等人組成閩南學生聯合會學習共產主義。該會組織社會科學研究會由侯朝宗（嘉義人）主持，會員有王燈財（台中豐原人）、董文霖、王天強、張梗等。1931年發生台灣共產黨大檢舉事件，翁澤生指派人員在廈門訓練台灣青年，準備日後回台工作，張梗約在這時加入中國共產黨。
1932年張梗返台後便受到「上海台灣反帝同盟」檢舉事件的牽連而被捕，張梗後來在保釋中逃至中國大陸。張梗逃走有幾種傳奇說法，据坊間說法，張梗为人很聪明，当时在狱中使用装疯卖傻的方法才逃过一劫，甚至别人拿铁丝要刺他眼睛都无所畏惧，更是靠吃鸡粪鸭粪骗过日本人。次年，等到日本人对他的看管松了，他才逃亡大陆，也約莫在逃亡大陸之時將「張梗」一名改為「張志忠」。妻子季澐家書中提到張梗離家後從日本逃往大連，大連至青島。

### 參加抗日戰爭
中國抗日戰爭爆发后，1939年前往山東加入十八集團軍(八路軍)。轉赴延安，就讀中共所辦之抗日軍政大學。畢業後獲派至國民革命軍第八路軍一二九師劉伯承的「冀南敵區工作部」日軍工作科任職，化名張光熙，對敵軍做統戰工作。曾與「日軍士兵覺醒聯盟」冀南支部的日本反戰士兵秋山良照接觸。戰後，他于1946年返台，后任中共台湾省委委员、常委、副书记兼武工部长。

### 二二八事件與地下黨人工作
二戰結束，張志忠奉派返台組織台灣反國民黨活動，任中國共產黨台灣省工作委員會委員兼武裝部長。二二八事件爆發，張志忠在嘉義聯繫地方反抗人士台南李媽兜、斗六的陳篡地，與嘉義的許分等人，組成「台灣民主聯軍嘉南縱隊」，任司令職，由簡吉任政委，陳篡地、許分擔任副司令，轄朴子、北港、新港等八個支隊。1947年3月4日參與圍堵嘉義水上機場，並擬與台灣中部的二七部隊會師。因國民政府軍整編二十一師抵達，戰況不利，轉入山區，縱隊改稱「台灣自治聯軍」，其後人員化整為零，張志忠轉至鶯歌活動。

### 被捕與槍決
1949年底，張志忠妻子季澐被捕。1950年1月中共台灣省工作委員會被中華民國政府破獲，省委書記蔡孝乾等被捕，張志忠等奉命進行組織重整，但工作日益困難。5月，張等13人被國防部保密局逮捕。1950年11月季澐遭槍決。1951年3月張被判處死刑。
由於台共黨人二次重組省工委由陳福星領導逃竄，政府對共黨勢力改剿為撫，先後招降台共四大金剛中的蔡孝乾、陳澤民及洪幼樵，唯獨張志忠寧死不屈，蔣經國曾數度遊說張志忠認罪招供，張志忠都不願合作，1954年3月16日執行槍決。
主要領導人遭捕後，陳福星於1949年重整省工委會成為省工委首腦，退入苗栗三義山區持久對抗。

## 家庭
張志忠與季澐留有一子一女。
季澐於1950年11月18日，赴馬場町刑場遭槍決。
其獨子張思中（小名楊揚），在台北市長沙街星光旅社自殺身亡，时年21歲，留下一封遺書給柏楊，請他轉交给台灣華南銀行董事長劉啓光。
其女張素梅于高雄工專畢業後，因罹患大腸癌病故，年仅26岁。

## 身後
1968年1月，柏楊在《自立晚報》「挑燈雜記」專欄連續發表三篇文章，描述張志忠其子楊揚自殺事件的處理過程。
1998年，中國共產黨中央委員會組織部追贈張志忠、季澐「革命烈士」稱號。
2007年，台灣左翼歷史傳記作家藍博洲發表「孤墳下的歷史：張志忠及其妻兒」一文，收於聯經出版雜誌書《思想》第5期《轉型正義與記憶政治》，記述其事。

## 外部連結
- 張志忠小傳